# Victorian Football League
La Victorian Football League (VFL) est le plus haut échelon de football australien dans l'État du Victoria (en ne prenant pas en compte l'Australian Football League). Il s'agit de la deuxième plus ancienne organisation de football australien après celle de l'Australie-Méridionale, et qui a succédé à la Victorian Football Association (VFA) dépuis 1996.
La VFL est aujourd'hui une compétition semi-professionnelle regroupant vingt-une équipes dans l'États du Victoria, Nouveau-Sud-Galles et Queensland. Neuf équipes jouent avec l'histoire perpétuée par la VFA. Elle ne doit pas être confondue avec l'AFL, qui portait le nom de Victorian Football League auparavant (entre 1897 et 1989). Quand la VFL adopte le nom d'AFL, la VFA devient la VFL en 1996, et combiné avec le ligue réserver d'AFL en 2000.

## Clubs

### Clubs actuels
| Club | Couleurs | Sobriquet | État | Stade                       | Établi | Ligue ancienne | Saisons VFA/VFL | Saisons VFA/VFL | Championnats VFA/VFL | Championnats VFA/VFL |
| Club | Couleurs | Sobriquet | État | Stade                       | Établi | Ligue ancienne | 1ère            | Total           | Total                | Récent               |
| --- | -------- | --------- | ---- | --------------------------- | ------ | -------------- | --------------- | --------------- | -------------------- | -------------------- |
| Box Hill (A) |          | Hawks     | VIC  | Box Hill City Oval          | 1936   | ESFL           | 1951            | 71              | 5                    | 2018                 |
| Brisbane (R) |          | Lions     | QLD  | Springfield Central Stadium | 1998   | NEAFL          | 2021            | 2               | —                    | —                    |
| Carlton (R) |          | Blues     | VIC  | Princes Park                | 1919   | AFL (R)        | 2000            | 5               | —                    | —                    |
| Casey (A) |          | Demons    | VIC  | Casey Fields                | 1903   | FFL            | 1982            | 40              | 7                    | 2022                 |
| Coburg |          | Lions     | VIC  | Coburg City Oval            | 1891   | VJFL           | 1925            | 94              | 8                    | 1989                 |
| Collingwood (R) |          | Magpies   | VIC  | Olympic Park Oval           | 1919   | AFL (R)        | 2000            | 15              | —                    | —                    |
| Essendon (R) |          | Bombers   | VIC  | Windy Hill                  | 1919   | AFL (R)        | 2000            | 12              | —                    | —                    |
| Footscray (R) |          | Bulldogs  | VIC  | Whitten Oval                | 1925   | AFL (R)        | 2014            | 8               | 2                    | 2016                 |
| Frankston |          | Dolphins  | VIC  | Frankston Park              | 1887   | MPFL           | 1966            | 55              | 1                    | 1978(^)              |
| Geelong (R) |          | Cats      | VIC  | Kardinia Park               | 1919   | AFL (R)        | 2000            | 22              | 3                    | 2012                 |
| Gold Coast (R) |          | Suns      | QLD  | Carrara Stadium             | 2011   | NEAFL          | 2021            | 2               | 1                    | 2023                 |
| Greater Western Sydney (R) |          | Giants    | NSW  | Blacktown ISP Oval          | 2012   | NEAFL          | 2021            | 2               | —                    | —                    |
| North Melbourne (R) |          | Kangaroos | VIC  | Arden Street Oval           | 1925   | AFL (R)        | 2018            | 4               | —                    | —                    |
| Northern Bullants |          | Bullants  | VIC  | Preston City Oval           | 1882   | VJFA           | 1903            | 105             | 6                    | 1984                 |
| Port Melbourne |          | Borough   | VIC  | North Port Oval             | 1874   | —              | 1886            | 131             | 17                   | 2017                 |
| Richmond (R) |          | Tigers    | VIC  | Punt Road Oval              | 1919   | AFL (R)        | 2000            | 9               | 1                    | 2019                 |
| Sandringham (A) |          | Zebras    | VIC  | Trevor Barker Beach Oval    | 1929   | —              | 1929            | 93              | 10                   | 2006                 |
| Southport |          | Sharks    | QLD  | Fankhauser Reserve          | 1961   | NEAFL          | 2021            | 2               | —                    | —                    |
| Sydney (R) |          | Swans     | NSW  | Tramway Oval                | 1919   | NEAFL          | 2021            | 2               | —                    | —                    |
| Werribee |          | Tigers    | VIC  | Chirnside Park              | 1964   | —              | 1965            | 58              | 1                    | 1993                 |
| Williamstown |          | Seagulls  | VIC  | Williamstown Cricket Ground | 1864   | —              | 1884            | 133             | 16                   | 2015                 |
| (R) indique que le club est l'équipe réserve d'un club senior de l'AFL (A) indique que le club est l'équipe affiliée d'un club de l'AFL ^ indique que le dernier championnat senior du club était en deuxième division |          |           |      |                             |        |                |                 |                 |                      |                      |

- AFL (R) - Australian Football League Reserves
- ESFL - Eastern Suburbs Football League
- FFL - Federal Football League
- MDA - Melbourne District Association
- MPFL - Mornington Peninsula Football League
- NEAFL - North East Australian Football League
- VJFA - Victorian Junior Football Association